# 23 Anos em 7 Segundos – O Fim do Jejum Corinthiano
23 Anos em 7 Segundos – O Fim do Jejum Corinthiano é um documentário de 2009 sobre o Sport Club Corinthians Paulista.

## Sinopse
O documentário fala sobre o período de vinte e três anos sem títulos importantes do clube que foi encerrado no dia 13 de outubro de 1977 quando o Corinthians conquistou o Campeonato Paulista de 1977, ao vencer a partida final contra a Ponte Preta.
Inclui a locução original das partidas de Osmar Santos e depoimentos de Geraldão, Washington Olivetto, Juca Kfouri, Celso Unzelte, Toquinho, Neto, Rappin Hood, Marlene Matheus, Hortência Marcari, Oscar, Andrés Sanchez, Basílio, Vaguinho, Wladimir, Sabrina Sato, Sócrates, Ruy Rey, Zé Maria, entre outros.